# 胡辣汤
胡辣汤是一种流行于中国河南省的小吃，通常由牛肉（或羊肉）、面筋、腐皮、胡椒、辣椒等食材制成，汤汁浓稠，口味咸鲜麻辣，常作为早餐。

## 历史

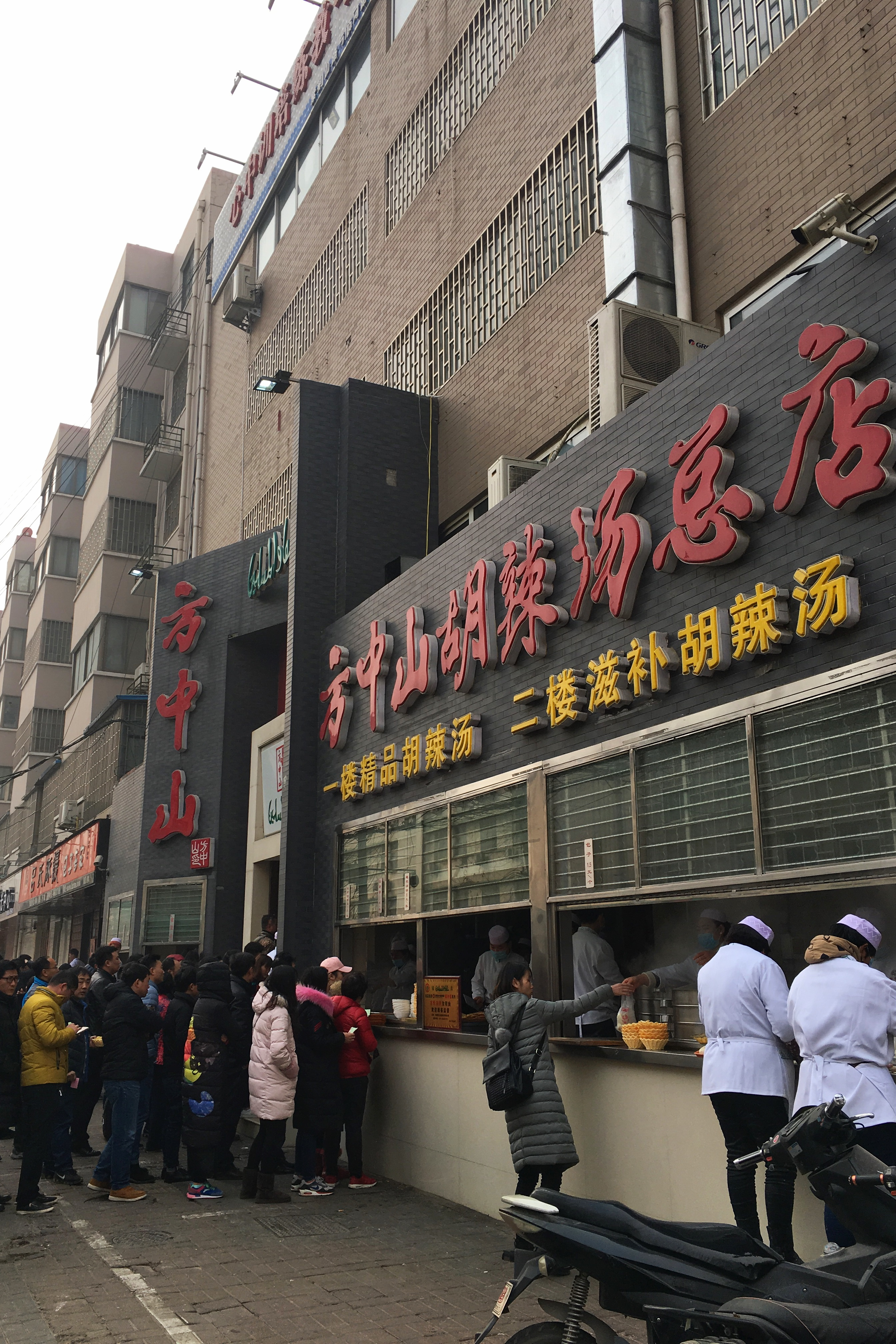
位于河南省郑州市的一家方中山胡辣汤门店

胡辣汤因是民间小食，典籍甚少涉及，故起源已不可考，关于胡辣汤的历史大多是民间传闻。一说胡辣汤源于宋徽宗年间。当时宫中御膳厨师，以少林寺“醒酒汤”和武当山“消食茶”二方为基础做汤，该汤既消减了茶之苦味，又去掉了汤之辣味，且能醒酒提神、开胃健脾。后来演变成了今天的胡辣汤。另一说胡辣汤源于明朝嘉靖年间，严嵩从一个道士的手中求得一个秘方，为取悦嘉靖皇帝，遂献此方。至明末战乱，御厨携带此秘方逃至逍遥镇，传于当地居民，形成如今的胡辣汤。由于胡辣汤主料胡椒自唐朝才传入中国，所以尽管民间还有胡辣汤创于周朝、东汉和曹魏的传说，其产生的时间上限应不早于唐。有专家认为，胡辣汤应是源于酸辣汤和肉粥，据北宋《太平和惠民剂局方》等当时流行的其他医药著作，在食物里加入辛温香燥药物有益行气，故辛辣味食品颇为流行，而胡辣汤就是在胡椒、辣椒两种食物的基础上进行改进而成的。一种结合了具有醒酒消食功效的酸辣汤的肉粥，成为胡辣汤的雏形。
2021年6月10日，逍遥胡辣汤制作技艺被公布为第五批国家级非物质文化遗产。截止2021年，中國共有1.6萬家胡辣湯相關企業，其中75%（1.2萬家）位於河南。

## 特点

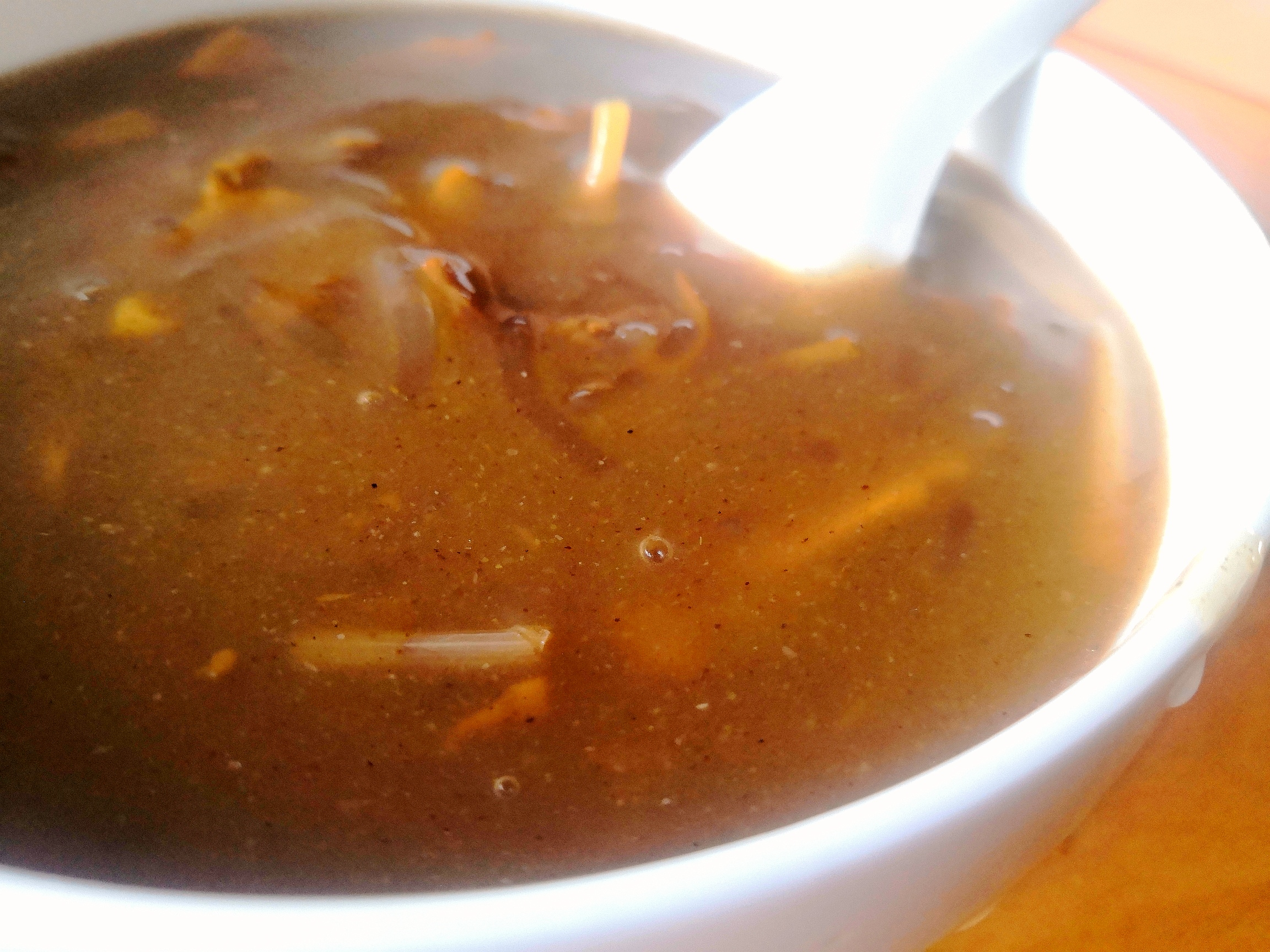
河南北舞渡胡辣汤

正宗的胡辣汤汤底由牛肉汤或羊肉汤制成，闻起来有浓厚的肉汤香味，碗内按适当比例添加有面筋、腐皮等辅料，稀稠适中。胡辣汤口味咸鲜麻辣，若是品质较佳的胡辣汤，品完之后肉香和麻辣味可保持超过十分钟以上。食用胡辣汤时，可在汤中可加入少量醋、小磨香油或辣椒油，再配合油条、油饼、油馍头、肉盒等其他早餐。还有一种在河南当地流行的吃法是将胡辣汤和豆腐脑混合在一起搅拌均匀，即“两掺”吃法，可减轻胡辣汤的辛辣程度。
目前已有多家食品企业开发了速食胡辣汤调料，和方便面类似，将调料按说明煮沸或用沸水冲泡即可。但因为胡辣汤往往不单独做早餐，而要配油条等主食，但是油条油饼类食品又不易在家手工制作，故此类产品的市场仍然有局限性，多数人仍更愿意早上到店铺或摊点享用胡辣汤。
在河南省西华县逍遥镇，330省道与大闸路交汇处，有老佟家胡辣汤早餐店，经营多年，在当地评价较为不错。